# Tiếp cận và hạ cánh thử nghiệm tàu con thoi

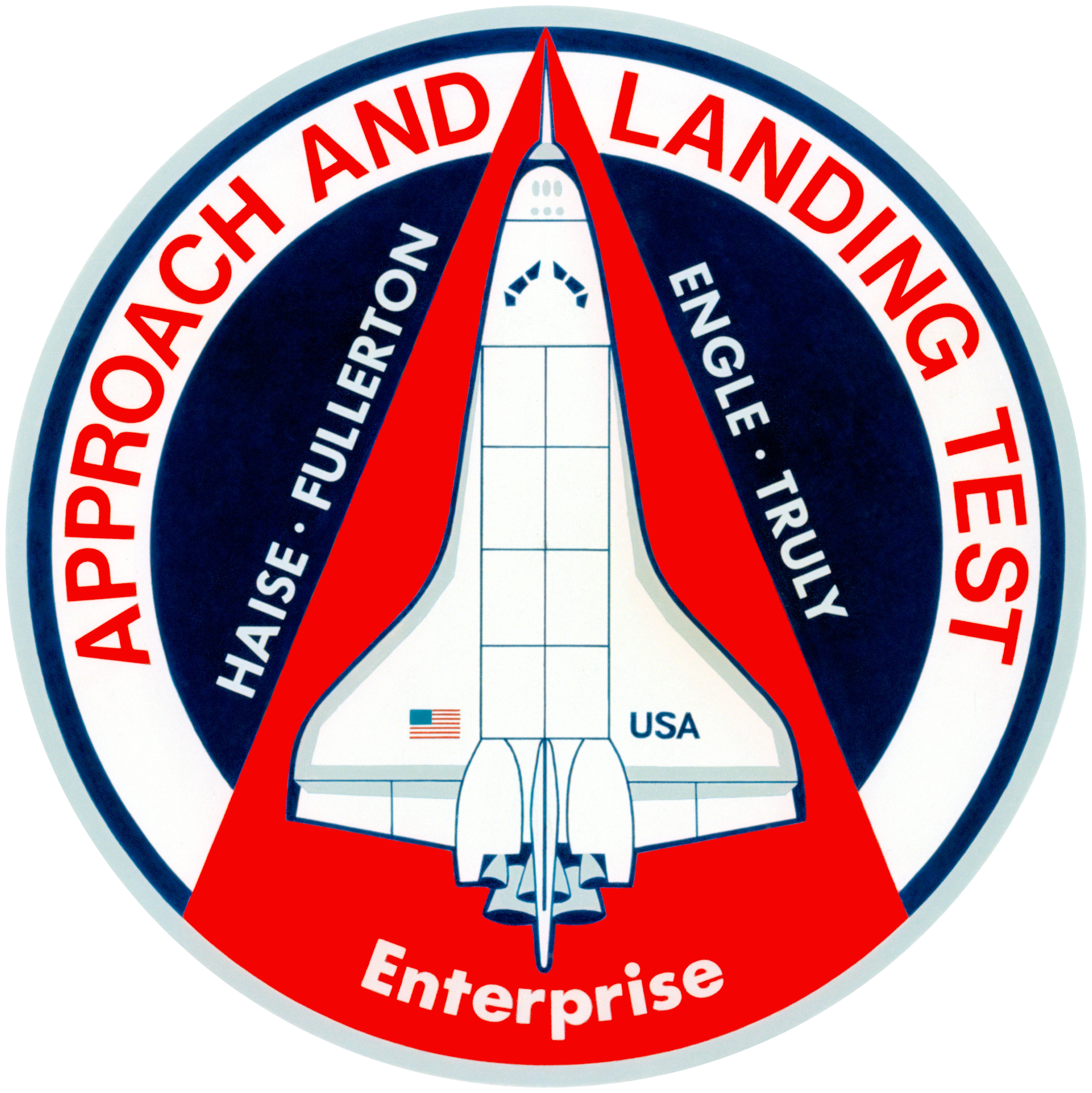
Huy hiệu nhiệm vụ

Tiếp cận và hạ cánh thử nghiệm tàu con thoi là một loạt các chuyến bay thử nghiệm cho các nguyên mẫu hệ thống chương trình tàu con thoi chủ yếu là tàu con thoi Enterprise, nó được tiến hành vào năm 1977 để kiểm tra các phương tiện, cơ cấu của chuyến bay vũ trụ về các đặc tính toàn diện của từng tàu con thoi và khi phối hợp cùng với việc một chiếc Boeing 747 giúp chở tàu con thoi đến trạm phóng, trước khi đến sự hoạt động đầu tiên của Chương trình tàu các tàu con thoi.

## Nền móng khởi đầu
Chương trình tàu con thoi có nguồn gốc từ cuối những năm 1960 như là một cách để giảm chi phí cho các chuyến bay vũ trụ bởi việc giới thiệu và phát triển một thiết bị vũ trụ mới có khả năng tái sử dụng. Cuối cùng, họ đã đồng ý thiết kế và phát triển một chương trình tàu vũ trụ có thể sử dụng lại - đó chính là tàu con thoi. Với một lần tái sử dụng cho thùng chứa nhiên liệu tàu và tái sử dụng nhiên liệu rắn của hai tên lửa đẩy. Hợp đồng để xây dựng những cải thiện cuối cùng đã được biết đến như là "một con tàu vũ trụ" do cho công ty Rockwell Bắc Mỹ (sau này là Rockwell Quốc tế), với lần đầu tiên hoàn thành một con tàu vũ trụ và cho ra mắt trong năm 1976. Kế hoạch ban đầu của việc đặt tên cho chương trình này là một chiến dịch Cuộc du hành giữa các vì sao (Star Trek) và những người hâm mộ thuyết phục Tổng thống Ford cho việc thay đổi tên của nguyên mẫu phi thuyền trở thành Enterprise. Nó đã được chính thức ra mắt công chúng vào ngày 17 tháng 9, năm 1976, với một vài thành viên tham dự trong Star Trek.

## Chương trình thử nghiệm
Khi con tàu chính thức thuộc chủ sở hữu của Cơ quan vũ trụ và hàng không của chính phủ Hoa Kỳ (NASA), họ đã bắt đầu một loạt các chương trình thử nghiệm do NASA làm quản lý để đảm bảo tất cả các hệ thống đó đã đặt vào nơi đúng của chương trình tàu con thoi là việc thiết kế. Những thử nghiệm này sẽ không bao gồm việc lên kế hoạch thử nghiệm bay để kiểm tra những chuyến bay phát hiện ra đặc tính của con tàu, nhưng cũng thử nghiệm trên mặt đất do các hệ thống bệ phóng thực hiện. Vào tháng 1 năm 1977, một số người đã được thực hiện bay từ đường băng ở nhà máy Rockwell tại Palmdale, California để bay đến trung tâm nghiên cứu Dryden tại Căn cứ Không Quân Edwards cho việc bắt đầu giai đoạn thử nghiệm bay của chương trình đã được NASA đặt tên thánh là tiếp cận và hạ cánh thử nghiệm.

## Phi hành đoàn
Chương trình kéo dài từ tháng 1 cho đến tháng 10 năm 1977, với một cặp hai nhà du hành vũ trụ là phi hành đoàn cho con tàu.

### Phi hành đoàn 1
Chiếc Haise đã bay như là một module Mặt Trăng, phi công của Apollo 13 là Fullerton sau khi bay đã trở thành phi công của nhiệm vụ STS-3, và ra lệnh cho nhiệm vụ STS-51-F.

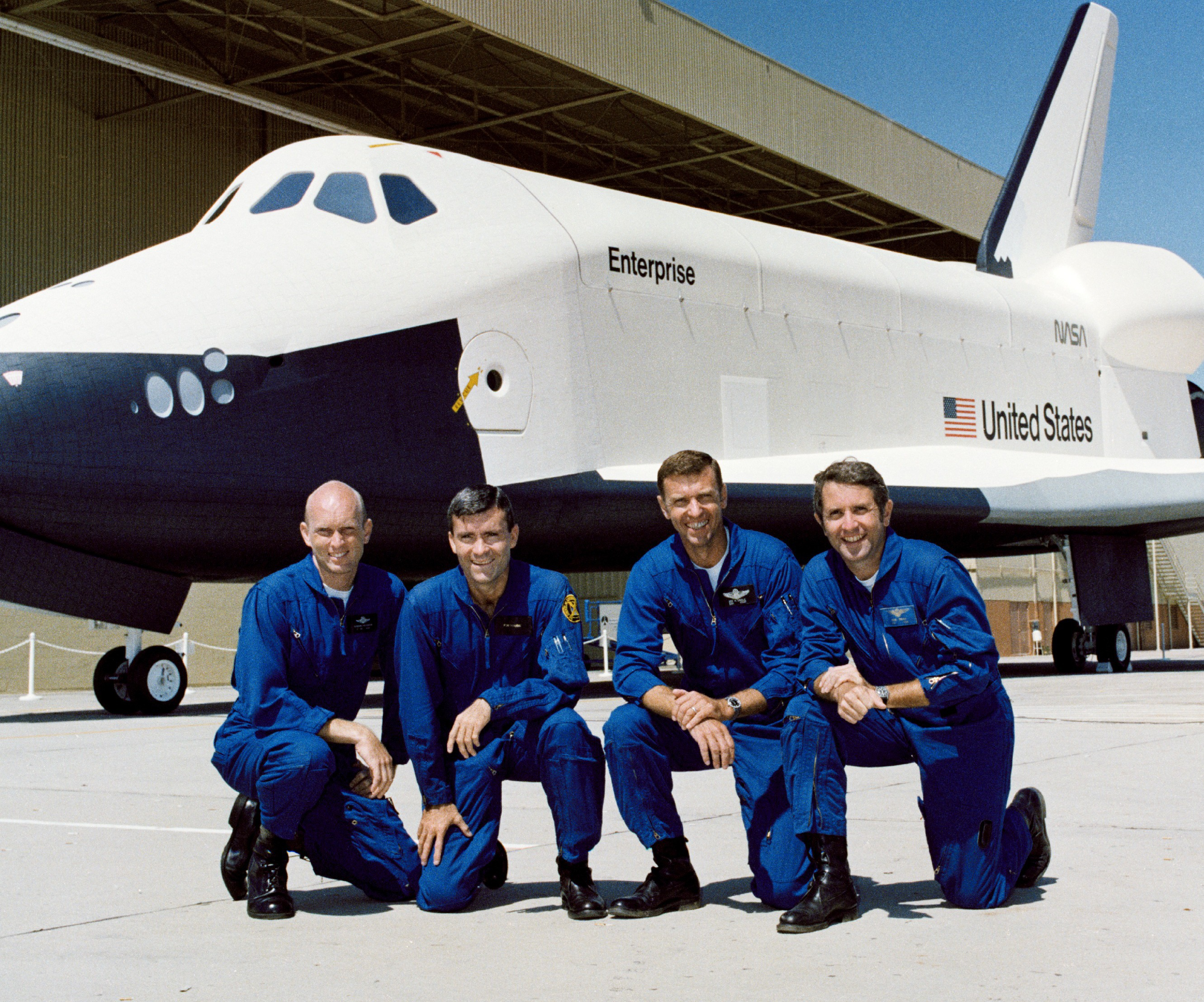
Từ trái sang: Fullerton, Haise, Engle và Truly. Bốn người đã thực hiện việc thử nghiệm tàu con thoi

### Phi hành đoàn 2
Phi hành đoàn này đã bay trên nhiệm vụ tàu con thoi STS-2.

### Đưa đón máy bay
Ngoài hai phi hành đoàn trên, còn có một vài người có khả năng sẽ thay thế khẩn cấp cho việc điều khiển con tàu, một phi hành đoàn đã gắn liền với chiếc máy bay Boeing 747 chuyên dụng củ NASA để chở, di chuyển các chiếc phi thuyền đã hạ cánh để về lại trạm phóng (QU) cho toàn bộ chương trình:
- Phi hành đoàn QU:
  - Fitzhugh L, Jr. (cơ trưởng)
  - Thomas C. McMurty (phi công)
  - Louis E. Guidry, Jr. (kĩ sư bay)
  - Victor W. Horton (kĩ sư bay)[3]

## Chuyến bay hạ cánh thử nghiệm (DEL)
Chương trình DEL đã được chia thành ba giai đoạn. Giai đoạn đầu đã được chỉ định là "kiểm tra di chuyển trên đường băng sân bay'' (taxi) giai đoạn đó liên quan đến phi hành đoàn của QU và con tàu trong một hình thức tiến hành kiểm tra taxi tại Căn cứ Không Quân Edwards để xác minh các đặc điểm lúc tàu chạy, việc di chuyển của máy bay trong khi đang mang theo tàu vũ trụ. Những thử nghiệm này không liên quan gì đến các tàu thăm dò trong bất kỳ trường hợp nào ngoài nó là việc phối hợp cùng với một chiếc máy bay. Một trong tổng số ba lần kiểm tra taxi được thực hiện vào ngày 15 tháng 2, năm 1977. Sau này, các chương trình đó đã được chuyển vào các giai đoạn thử nghiệm tiếp theo.

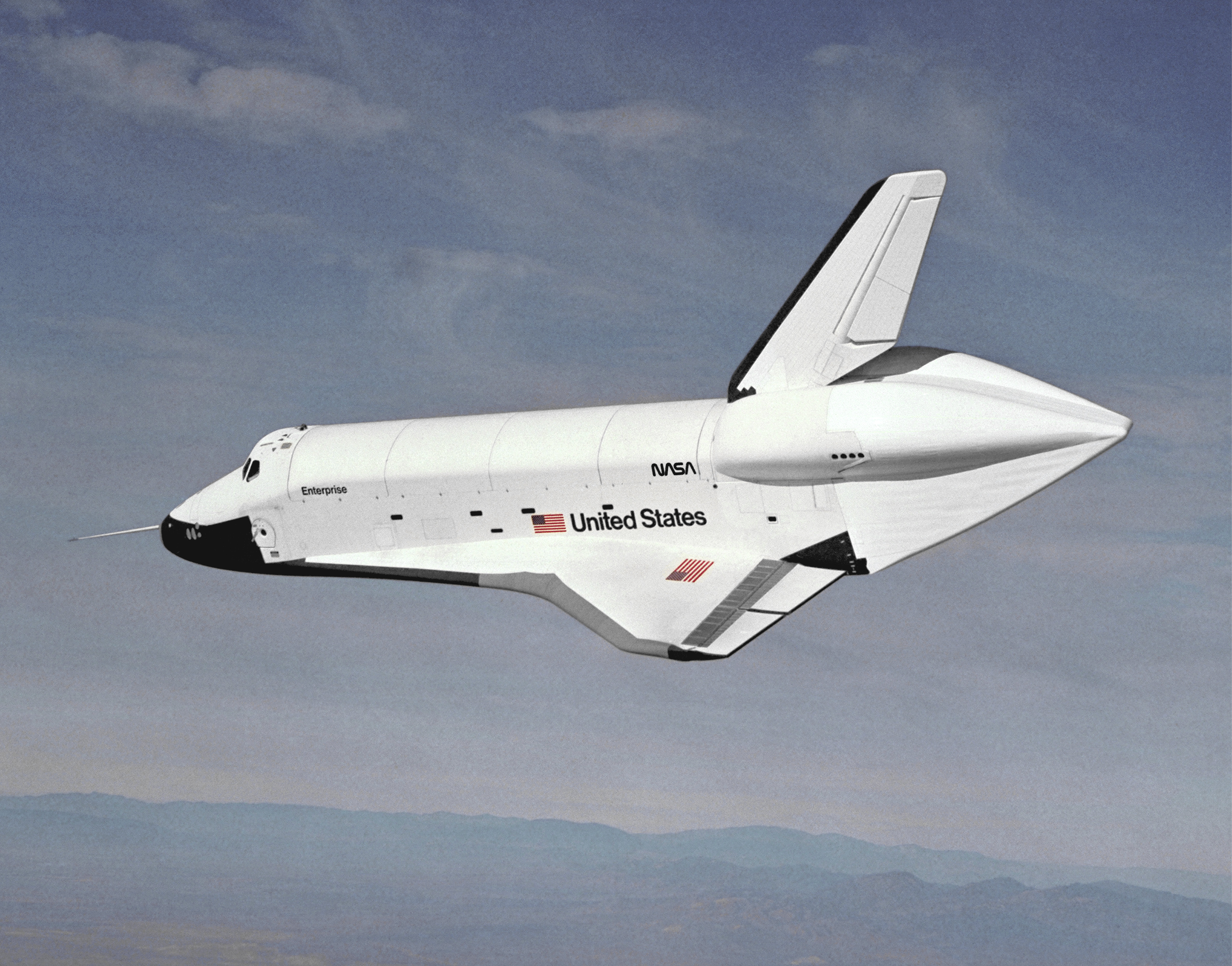
Tàu con thoi Enterprise tiếp cận trong chuyến bay tự do lần thứ hai

### Chuyến bay chở cố định

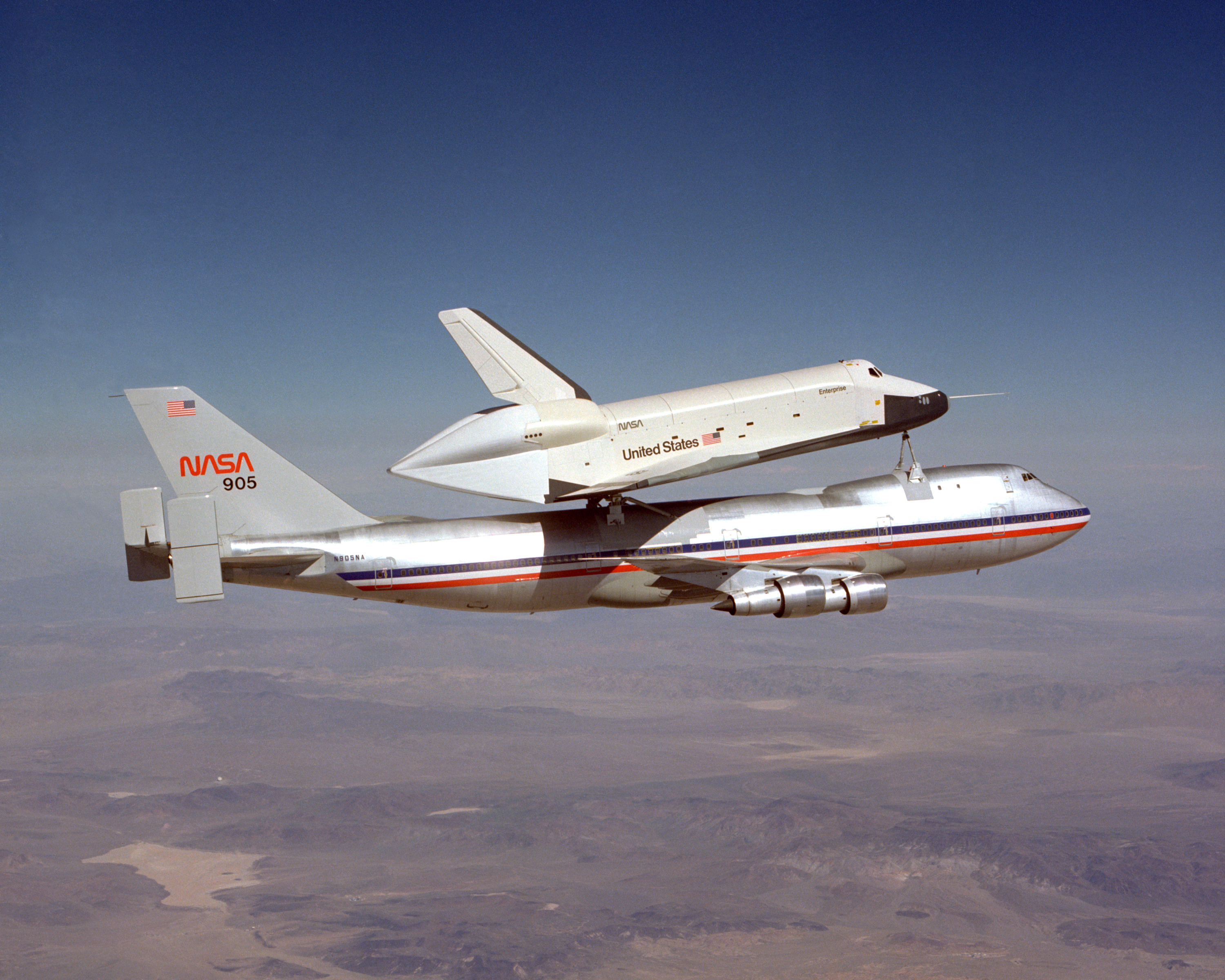
Một chiếc Boeing 747 chuyên dụng của NASA dùng để chuyên chở tàu con thoi

#### Tàu con thoi được cố định trên chiếc B-747
Đã có một trong tổng số năm lần bay cố định, chuyến bay chở phi thuyền được cố định chặt cứng với thiết kế ban đầu để kiểm tra chuyến bay và xử lý các đặc điểm xấu được phát hiện của các máy bay trong quá tình thử nghiệm, trong khi nó đã phối hợp cùng với con tàu. Như là taxi, kiểm tra này không liên quan đến con tàu ngoài chiếc Boeing được kết hợp với các mối chốt giữ chặt, do đó, con tàu con thoi vẫn chưa có động cơ, và chưa có động lực.

#### Tàu con thoi cố định nhưng được tách rời khi đang bay
Tàu con thoi được cố định nhưng được tách rời khi đang bay là các chuyến bay được dùng để xác định tối ưu các kết quả yêu cầu đạt được của tàu con thoi trong việc tách biệt khỏi Boeing trong các lần bay thử nghiệm như các chuyến bay tự do. Chúng cũng có ý định để chọn lọc và kiểm tra việc con tàu hoạt động và các thủ tục để đảm bảo sự sẵn sàng hoạt động chính thức của  hệ thống tàu con thoi. Trong ba chuyến bay như vậy thì chiếc tàu con thoi vẫn được gắn cố định vào Boeing, nó đã được hỗ trợ bởi phi hành đoàn.

### Chuyến bay tự do
Giai đoạn cuối cùng của loạt các chuyến bay thử nghiệm là việc tham gia bay thử những chuyến bay tự do. Những phi hành gia kết hợp cùng với các phi hành đoàn QU đưa tàu con thoi đến một độ cao nhất định, trước khi được tách rời ra với Boeing bằng cách sử dụng thuốc nổ cho phá hủy những chiếc bu lông giữ để lượn, và hạ cánh trên đường băng tại căn cứ không quân Edwards. Mục đích của những chuyến bay này là để kiểm tra những đặc tính của chuyến bay riêng của từng con tàu, một cách tiếp cận cánh và hạ cánh điển hình là kết quả lưu giữ từ quỹ đạo bay.

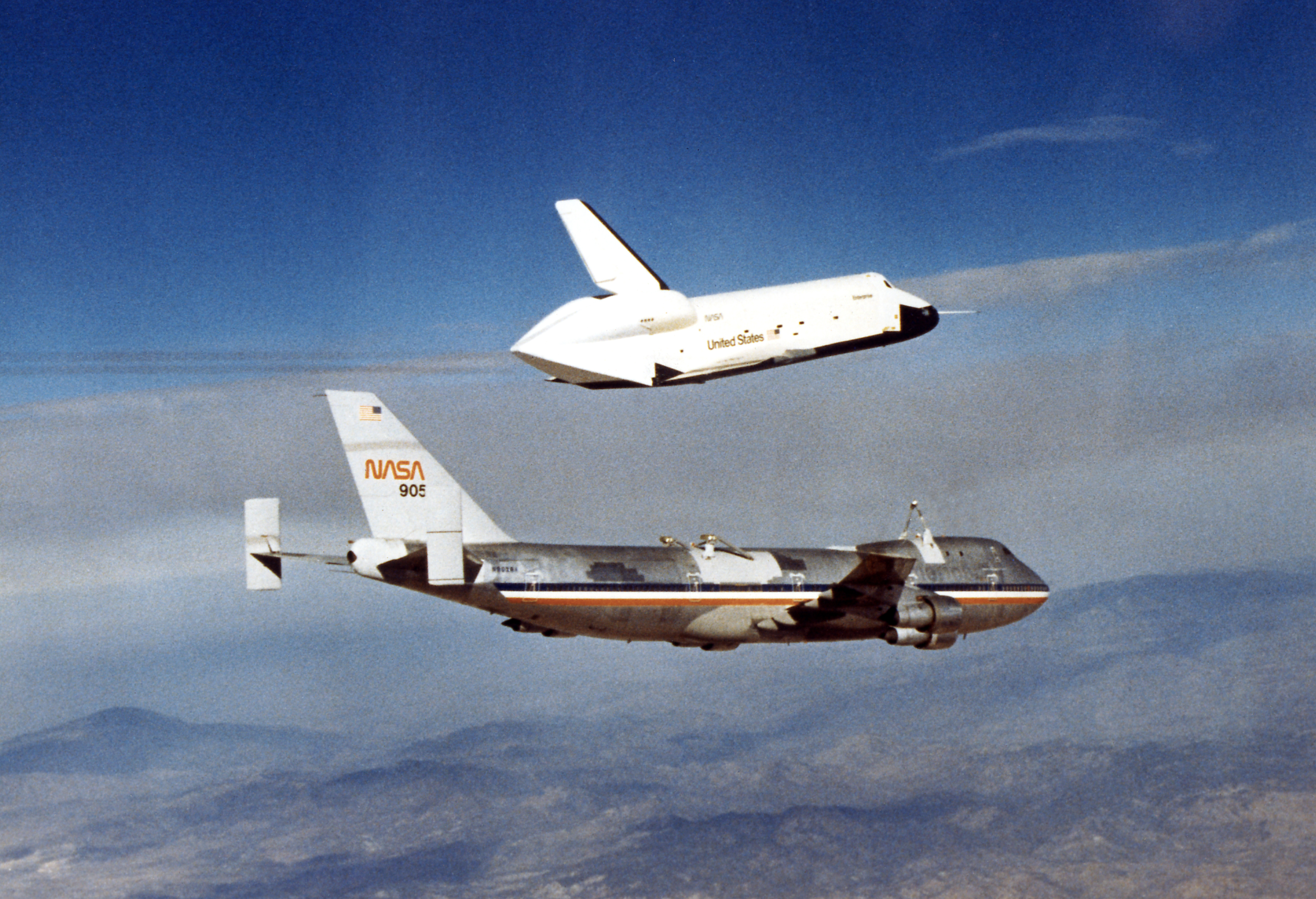
Enterprise rời chuyến bay lần đầu tiên trong tháng 8 năm 1977

Đã có một tổng số năm chuyến bay tự do đầu tiên vẫn còn trang bị cho phi thuyền có lực khí động học ở đuôi, dùng để làm giảm lực kéo khi gắn trên QU trong suốt chuyến bay. Cuối cùng họ đã lực ở đuôi của con tàu, làm cấu hình hoạt động của nó đầy đủ hơn, vớiđộng cơ chính là giả  và lớp vỏ đặc biệt, tàu được sử dụng như một máy dữ liệu thăm dò gắn trên mũi của nó trong những chuyến bay thử. Năm chuyến bay đã được tính thời gian duy nhất là của Enterprise, đã bay một mình.

Enterprise tách khỏi Boeing 747 chuyên dụng của NASA trong chuyến bay tự do lần 4.

Sau khi nhiệm vụ bay trên tàu con thoi Columbia (nhiệm vụ STS-2) và tàu con thoi Discovery (nhiệm vụ STS-51-I), các góc được báo cáo rằng các chuyến bay và việc xử lý những đặc điểm của các hoạt động tàu vũ trụ cũng tương tự như những người của Boeing, ngoại trừ việc họ đã phải bay và có một kết quả tốt hơn so với các nguyên mẫu, nó được nhẹ nhàng hơn nhiều so với những hoạt động phi thuyền.

### Chuyến bay chở sau
Sau chuyến bay kiểm tra tự do người đã được chuẩn bị cho chuyến bay kiểm tra kế tiếp, được thiết kế để đảm bảo rằng các thiết bị vũ trụ có cấu hình khả thi cho các chuyến bay có thời gian giữa lúc hạ cánh và khởi động các khu vực bay.

## Danh sách của chuyến bay thử nghiệm
| Chuyến bay thử             | Ngày tháng           | Vận tốc            | Độ cao            | Phi hành đoàn    | Thời gian (h: giờ; min: phút | Ghi chú                       |
| -------------------------- | -------------------- | ------------------ | ----------------- | ---------------- | ---------------------------- | ----------------------------- |
| Thử chạy #1                | 15 tháng 2 năm 1977  | 89 mph (143 km/h)  | taxi              | không có         | taxi                         | Concrete runway, tailcone on  |
| Thử chạy #2                | 15 tháng 2 năm 1977  | 140 mph (225 km/h) | taxi              | không có         | taxi                         | Concrete runway, tailcone on  |
| Thử chạy #3                | 15 tháng 2 năm 1977  | 157 mph (253 km/h) | taxi              | không có         | taxi                         | Concrete runway, tailcone on  |
| Chuyến bay chở-giữ yên #1  | 18 tháng 2 năm 1977  | 287 mph (462 km/h) | 16,000 ft 4,877 m | không có         | 2 h 5 min                    | Tailcone on, landed with 747  |
| Chuyến bay chở-giữ yên #2  | 22 tháng 2 năm 1977  | 328 mph (528 km/h) | 22,600 ft 6,888 m | không có         | 3 h 13 min                   | Tailcone on, landed with 747  |
| Chuyến bay chở-giữ yên #2  | 25 tháng 2 năm 1977  | 425 mph (684 km/h) | 26,600 ft 8,108 m | không có         | 2 h 28 min                   | Tailcone on, landed with 747  |
| Chuyến bay chở-giữ yên #3  | 28 tháng 2 năm 1977  | 425 mph (684 km/h) | 28,565 ft 8,707 m | không có         | 2 h 11 min                   | Tailcone on, landed with 747  |
| Chuyến bay chở-giữ yên #4  | 2 tháng 3 năm 1977   | 474 mph (763 km/h) | 30,000 ft 9,144 m | không có         | 1 h 39 min                   | Tailcone on, landed with 747  |
| Chuyến bay chở- cơ động #1 | 18 tháng 6 năm 1977  | 208 mph (335 km/h) | 14,970 ft 4,563 m | Haise, Fullerton | 55 min 46 s                  | Tailcone on, landed with 747  |
| Chuyến bay chở- cơ động #2 | 28 tháng 6 năm 1977  | 310 mph (499 km/h) | 22,030 ft 6,715 m | Engle, Truly     | 62 min 0 s                   | Tailcone on, landed with 747  |
| Chuyến bay chở- cơ động #3 | 26 tháng 7 năm 1977  | 311 mph (501 km/h) | 30,292 ft 9,233 m | Haise, Fullerton | 59 min 53 s                  | Tailcone on, landed with 747  |
| Chuyến bay tự do #1        | 12 tháng 8 năm 1977  | 310 mph (499 km/h) | 24,100 ft 7,346 m | Haise, Fullerton | 5 min 21 s                   | Tailcone on, lakebed landing  |
| Chuyến bay tự do #2        | 13 tháng 9 năm 1977  | 310 mph (499 km/h) | 26,000 ft 7,925 m | Engle, Truly     | 5 min 28 s                   | Tailcone on, lakebed landing  |
| Chuyến bay tự do #3        | 23 tháng 9 năm 1977  | 290 mph (467 km/h) | 24,700 ft 7,529 m | Haise, Fullerton | 5 min 34 s                   | Tailcone on, lakebed landing  |
| Chuyến bay tự do #4        | 12 tháng 10 năm 1977 | 278 mph (447 km/h) | 22,400 ft 6,828 m | Engle, Truly     | 2 min 34 s                   | Tailcone off, lakebed landing |
| Chuyến bay tự do #5        | 26 tháng 10 năm 1977 | 283 mph (455 km/h) | 19,000 ft 5,791 m | Haise, Fullerton | 2 min 1 s                    | Tailcone off, runway landing  |

## Các đoạn phim
- Tàu con thoi Enterprise 747 cất cánh
- Tàu con thoi Enterprise 747 tách rời nhau
- Tàu con thoi Enterprise hạ cánh